# FIBA Liga das Américas 2008–09
A FIBA Liga das Américas 2008/2009 foi a segunda edição do torneio.

## Áreas
Zona norte (América do Norte e América Central)
- Cuba :1 equipe.
- México : 3 equipes.
- Porto Rico : 1 equipe.
- República Dominicana :1 equipe.

Zona sul (América do Sul)
- Argentina : 5 equipes.
- Brasil : 3 equipes.
- Uruguai :1 equipe.
- Chile :2 equipes.

## Primeira Fase

### Grupo A (Arecibo, Porto Rico)
| Team                     | W | L | Pts | PF  | PA  |
| ------------------------ | - | - | --- | --- | --- |
| Minas                    | 2 | 1 | 5   | 264 | 234 |
| Capitanes de Arecibo     | 2 | 1 | 5   | 286 | 243 |
| Merengueros              | 2 | 1 | 5   | 248 | 261 |
| Pioneros de Quintana Roo | 0 | 3 | 3   | 230 | 290 |

### Grupo B (Mar del Plata, Argentina)
| Team                      | W | L | Pts | PF  | PA  |
| ------------------------- | - | - | --- | --- | --- |
| Club Biguá                | 3 | 0 | 6   | 231 | 199 |
| Peñarol Mar del Plata     | 1 | 2 | 4   | 224 | 218 |
| Regatas de Corrientes     | 1 | 2 | 4   | 233 | 234 |
| Universidad de Concepción | 1 | 2 | 4   | 213 | 250 |

### Grupo C (Sunchales, Argentina)
| Team                  | W | L | Pts | PF  | PA  |
| --------------------- | - | - | --- | --- | --- |
| Lobos Brasília        | 2 | 1 | 5   | 268 | 251 |
| Flamengo              | 2 | 1 | 5   | 297 | 262 |
| Libertad de Sunchales | 2 | 1 | 5   | 277 | 261 |
| Deportes Castro       | 0 | 3 | 3   | 250 | 318 |

### Grupo D (Xalapa, México)
| Team                         | W | L | Pts | PF  | PA  |
| ---------------------------- | - | - | --- | --- | --- |
| Halcones UV Xalapa           | 3 | 0 | 6   | 305 | 220 |
| Soles de Mexicali            | 2 | 1 | 5   | 265 | 255 |
| Quimsa                       | 1 | 2 | 4   | 238 | 275 |
| COOPENAE Liceo de Costa Rica | 0 | 3 | 3   | 254 | 312 |

## Quadrangular final
| Team               | W | L | Pts | PF  | PA  |
| ------------------ | - | - | --- | --- | --- |
| Lobos Brasília     | 3 | 0 | 6   | 262 | 238 |
| Halcones UV Xalapa | 2 | 1 | 5   | 287 | 261 |
| Club Biguá         | 1 | 2 | 4   | 250 | 263 |
| Minas              | 0 | 3 | 3   | 241 | 278 |

### 1ª rodada
| fevereiro 6 18:00 | (Report) | Lobos Brasília                                | 90–80 | Minas                                         |  | Gimnasio de Halcones, Xalapa |  |
| fevereiro 6 18:00 | (Report) | Placar por quarto: 20-12, 15-21, 26-29, 29-18 |       |                                               |  | Gimnasio de Halcones, Xalapa |  |
| fevereiro 6 18:00 | (Report) | Pts: Valtinho 22 Asts: Marcio Cipriano 5      |       | Pts: Joseph Shipp 18 Asts: Facundo Sucatzky 8 |  | Gimnasio de Halcones, Xalapa |  |

| fevereiro 6 20:15 | (Report) | Halcones UV Xalapa                                                     | 100–91 | Club Biguá                                            |  | Gimnasio de Halcones, Xalapa |  |
| fevereiro 6 20:15 | (Report) | Placar por quarto: 21-18, 15-20, 31-27, 33-36                          |        |                                                       |  | Gimnasio de Halcones, Xalapa |  |
| fevereiro 6 20:15 | (Report) | Pts: Samuel Bowie, Abdul Mills 21 Asts: Abdul Mills, Victor Mariscal 6 |        | Pts: Leandro Garcia Morales 29 Asts: Martin Osimani 5 |  | Gimnasio de Halcones, Xalapa |  |

### 2ª rodada
| fevereiro 7 18:00 | (Report) | Club Biguá                                            | 75–86 | Lobos Brasília                              |  | Gimnasio de Halcones, Xalapa |  |
| fevereiro 7 18:00 | (Report) | Placar por quarto: 17-22, 15-16, 24-20, 19-28         |       |                                             |  | Gimnasio de Halcones, Xalapa |  |
| fevereiro 7 18:00 | (Report) | Pts: Leandro Garcia Morales 23 Asts: Martin Osimani 5 |       | Pts: José Ferreira Jr. 19 Asts: Valtinho 10 |  | Gimnasio de Halcones, Xalapa |  |

| fevereiro 7 20:15 | (Report) | Minas                                               | 84–104 | Halcones UV Xalapa                       |  | Gimnasio de Halcones, Xalapa |  |
| fevereiro 7 20:15 | (Report) | Placar por quarto: 30-22, 11-31, 25-29, 18-22       |        |                                          |  | Gimnasio de Halcones, Xalapa |  |
| fevereiro 7 20:15 | (Report) | Pts: Evandro Fernandes 18 Asts: Facundo Sucatzky 11 |        | Pts: Samuel Bowie 26 Asts: Abdul Mills 6 |  | Gimnasio de Halcones, Xalapa |  |

### 3ª rodada
| fevereiro 8 16:00 | (Report) | Minas                                           | 77–84 | Club Biguá                                                              |  | Gimnasio de Halcones, Xalapa |  |
| fevereiro 8 16:00 | (Report) | Placar por quarto: 16-14, 10-16, 28-26, 23-28   |       |                                                                         |  | Gimnasio de Halcones, Xalapa |  |
| fevereiro 8 16:00 | (Report) | Pts: Joseph Shipp 24 Asts: Luiz Felipe Campos 7 |       | Pts: Leandro Garcia Morales 29 Asts: Martin Osimani, Juan Rovira Ubal 4 |  | Gimnasio de Halcones, Xalapa |  |

| fevereiro 8 18:30 | (Report) | Halcones UV Xalapa                            | 83–86 | Lobos Brasília                               |  | Gimnasio de Halcones, Xalapa |  |
| fevereiro 8 18:30 | (Report) | Placar por quarto: 29-19, 20-24, 18-27, 16-16 |       |                                              |  | Gimnasio de Halcones, Xalapa |  |
| fevereiro 8 18:30 | (Report) | Pts: Abdul Mills 21 Asts: Abdul Mills 5       |       | Pts: Valtinho 21 Asts: Alex Ribeiro Garcia 6 |  | Gimnasio de Halcones, Xalapa |  |

## Premiação
| FIBA Liga das Américas 2008-09     |
| ---------------------------------- |
| Lobos Brasília Campeão (1º título) |

## Prêmios individuais

### FIBA Americas League 2008-09 MVP
- Alex Ribeiro Garcia (  Lobos Brasília )

### Top Scorer
- Leandro Garcia Morales (  Club Biguá )

### Top Assists
- Facundo Sucatzky (  Minas )